# ソウ (漫画家)
ソウは、日本の漫画家、イラストレーター。
精神科医・ゆうきゆうとのコンビで心理学をテーマにした漫画を発表している。また単独でも進研ゼミやDOMOの広告漫画などを執筆している。
ゆうきゆうとはインターネット上で知り合い、そのオファーを受けて『心理研究家ゆうきゆうのスーパーリアルRPG - マンガで分かる理想と現実の115の違い』で描いたのが、本格的な漫画執筆の最初である。

## 作品リスト

### 漫画

#### ゆうきゆう原作
- 心理研究家ゆうきゆうのスーパーリアルRPG - マンガで分かる理想と現実の115の違い（マガジンランド、2007年、単巻）
- おとなの1ページ心理学（『月刊ヤングキング』連載[4]、少年画報社、2009年 - 2014年1月号[5]） 単行本全6巻
- マンガで分かる心療内科（『ヤングキング』連載、少年画報社、2010年2号[6] - ） 単行本既刊30巻（通巻）+7巻（番外）（2024年10月7日現在）
  - マンガで分かる心療内科 番外編 〜アンガー・マネジメント〜（『月刊ヤングキングアワーズGH』2021年7月号 - 2022年4月号、少年画報社、2021年 - 2022年、全1巻：上記番外に含む）
- モテるマンガ（『ヤングコミックチェリー』・『ヤングコミック』連載、少年画報社、2013年6月号[7] - ） 単行本全5巻[8]
- マンガで分かる肉体改造（『月刊ヤングキングアワーズGH』連載、少年画報社、2014年5月号[9] - ） 単行本既刊6巻
（糖質制限編、美肌・スキンケア編、湯シャン編、糖質制限&肉食主義編、短眠編、免疫力アップ編）
- 心理学は役に立たない!?（『月刊ヤングキングアワーズGH』連載、少年画報社、2016年10月号[10] - ） 単行本既刊3巻 ※連載開始時タイトルは『カウンセリングを学ぶ話を聞かない13人』[10][11]
- マンガで分かる愛される心理術（『ヤングコミック』連載、少年画報社、2017年9月号[12] - 2018年3月号[13]） 単行本全1巻
- 真実のカウンセリング（少年画報社、ヤングキングコミックス） 既刊1巻（2020年10月26日現在）

#### その他
- マンガでわかるWebマーケティング Webマーケッター瞳の挑戦!（本文・マンガ原案・全体監修：村上佳代、シナリオ：星井博文、インプレスジャパン、2011年 - 2012年、全2巻）
- たぶん世界一おもしろい数学　上・下巻（協力：本丸諒、Gakken、2024年7月4日、全2巻）

### イラスト
- 相手の性格を見抜く心理テスト ゆうきゆうのキャラクタープロファイリング（ゆうきゆう著、マガジンランド、2011年）
- 出口汪の論理的に考える技術（出口汪著、ソフトバンク文庫、2012年）
- 出口汪の論理的に話す技術（出口汪著、ソフトバンク文庫、2012年）
- 出口汪の論理的に書く技術（出口汪著、ソフトバンク文庫、2012年）
- 出口汪の「すごい!」記憶術（出口汪著、ソフトバンク文庫、2013年）
- 夢をかなえる勉強術（ゆうきゆう著、ソフトバンク文庫、2013年）
- 飲茶の「最強！」のニーチェ（飲茶著、水王社、2017年）